# Lenguas urálicas
Las lenguas urálicas forman una familia lingüística de 38 lenguas habladas por más de 20 millones de personas. El nombre de la familia hace referencia a su lugar de nacimiento en los Urales. Los países en los que hay un número significativo de hablantes de lenguas urálicas son Estonia, Finlandia, Hungría, Rusia, Noruega y Suecia. Las lenguas urálicas más destacadas, en cuanto a número de hablantes e identidad nacional, son las lenguas ugrofinesas (el estonio, el finés y el húngaro).

## Historia

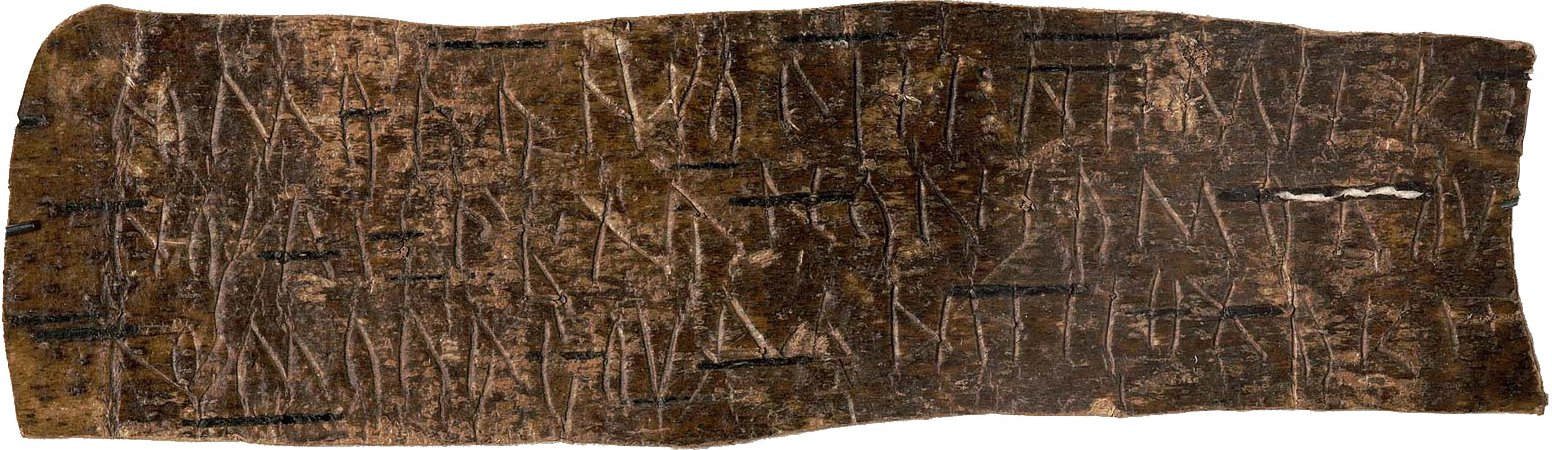
Una carta en carelio (balto-fínico) del, escrita sobre corteza de abedul.

El primer trabajo sistemático de parentesco entre algunas de las lenguas que se consideran parte de la familia urálica se debe a János Sajnovics de 1770. En ese trabajo en particular se sugería que las lenguas sami y húngara estaban emparentadas. Ese trabajo fue ampliado por Samuel Gyarmathi en 1799. Y aunque frecuentemente se menciona que sus trabajos establecieron la familia sobre bases firmes, esa afirmación no puede aceptarse, ya que el primer trabajo donde se usa de forma sistemática el método comparativo es el de József Budenz 1869. El trabajo de Budenz fue ampliamente revisado, de hecho solo el 19 % de su lista de cognados involucraba solo a las lenguas urálicas, y muchos de sus cognados ya no se consideran correctos. El trabajo de Donner criticó la obra de Budenz y rechazó la clasificación interna que este proponía para las lenguas urálicas. Donner intentó efectuar un trabajo que no se basara simplemente en correspondencias léxicas y propuso que el vogul, el ostyak y el húngaro formaban un grupo especial cercano al grupo ugrio.

## Número de hablantes por lengua
| Lengua             | Hablantes nativos | Hablantes totales |
| ------------------ | ----------------- | ----------------- |
| húngaro            |                   | 13 000 000        |
| finés              | 5 100 000         | 5 400 000         |
| estonio            | 1 100 000         | 1 110 000         |
| mari               |                   | 600 000           |
| erzya              |                   | 500 000           |
| komi               |                   | 350 000           |
| udmurto            |                   | 340 000           |
| meänkieli          | 70 000            | 150 000           |
| carelio            |                   | 80 000            |
| nenets             |                   | 31 311            |
| sami               |                   | 30 000            |
| Sami septentrional | 15 000            | 25 000            |
| janty              |                   | 9 600             |
| vepsio             |                   | 5 800             |
| ludic              |                   | 3 000             |
| moksha             |                   | 2 030             |
| kven               |                   | 2 000             |
| Sami de Lule       | 650               | 2000              |
| mansi              |                   | 940               |
| Sami meridional    |                   | 600               |
| Sami kildin        |                   | 340               |
| Sami skolt         |                   | 320               |
| Sami inari         |                   | 250               |
| ingrio             |                   | 120               |
| Sami de Ume        |                   | 20                |
| Sami de Pite       |                   | 20                |
| vótico             |                   | 20                |
| Sami ter           | 2                 | 10                |

## Clasificación interna

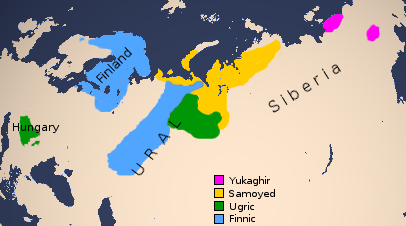
Los principales subgrupos propuestos para las lenguas uralo-yukaghir.

La estructura interna de la familia urálica está en discusión desde que se propuso. Los grupos genéticos independientes no cuestionados son:
1. Lenguas saami
2. Lenguas balto-fínicas
3. Lenguas pérmicas
4. Lenguas mordvinas
5. Lenguas cheremisas (mari)
6. Lenguas obi-ugrias: khanty y mansi
7. Húngaro
8. Lenguas samoyedas

La relación de estas familias entre sí es lo que está en discusión. Por ejemplo, frecuentemente se supone el khanty y el mansi, junto con el húngaro, forman el grupo ugrio, aunque existen dificultades para reconstruir el proto-ugrio y parece que el khanty y el mansi están en ciertos aspectos más cerca de las lenguas samoyedas que del húngaro. El proto-fino-pérmico parece más regularmente construible, igual que el proto-samoyedo y el proto-sami, pero existen dificultades con las otras agrupaciones, y el propio proto-urálico presenta dificultades e irregularidades. El proyecto comparativo ASJPbasado en similitudes léxicas (no en un análisis filogenético genuino) establece el siguiente árbol cladístico como aproximación a la relación entre grupos:

|  | Balto-fínico                                     |
|  |                                                  |
|  | \| \| Pérmico \| \| \| \| \| \| Mari \| \| \| \| |
|  |                                                  |
|  | Pérmico                                          |
|  |                                                  |
|  | Mari                                             |
|  |                                                  |

|  | Pérmico |
|  |         |
|  | Mari    |
|  |         |

|  | Saami (lapónico) |
|  |                  |
|  | Mordvínico       |
|  |                  |

|  | Balto-fínico                                     |
|  |                                                  |
|  | \| \| Pérmico \| \| \| \| \| \| Mari \| \| \| \| |
|  |                                                  |
|  | Pérmico                                          |
|  |                                                  |
|  | Mari                                             |
|  |                                                  |

|  | Pérmico |
|  |         |
|  | Mari    |
|  |         |

|  | Saami (lapónico) |
|  |                  |
|  | Mordvínico       |
|  |                  |

|  | Húngaro   |
|  |           |
|  | Obi-ugrio |
|  |           |

|  | Balto-fínico                                     |
|  |                                                  |
|  | \| \| Pérmico \| \| \| \| \| \| Mari \| \| \| \| |
|  |                                                  |
|  | Pérmico                                          |
|  |                                                  |
|  | Mari                                             |
|  |                                                  |

|  | Pérmico |
|  |         |
|  | Mari    |
|  |         |

|  | Saami (lapónico) |
|  |                  |
|  | Mordvínico       |
|  |                  |

|  | Balto-fínico                                     |
|  |                                                  |
|  | \| \| Pérmico \| \| \| \| \| \| Mari \| \| \| \| |
|  |                                                  |
|  | Pérmico                                          |
|  |                                                  |
|  | Mari                                             |
|  |                                                  |

|  | Pérmico |
|  |         |
|  | Mari    |
|  |         |

|  | Saami (lapónico) |
|  |                  |
|  | Mordvínico       |
|  |                  |

|  | Húngaro   |
|  |           |
|  | Obi-ugrio |
|  |           |

|  | Septentrional |
|  |               |
|  | Meridional    |
|  |               |

|  | Balto-fínico                                     |
|  |                                                  |
|  | \| \| Pérmico \| \| \| \| \| \| Mari \| \| \| \| |
|  |                                                  |
|  | Pérmico                                          |
|  |                                                  |
|  | Mari                                             |
|  |                                                  |

|  | Pérmico |
|  |         |
|  | Mari    |
|  |         |

|  | Saami (lapónico) |
|  |                  |
|  | Mordvínico       |
|  |                  |

|  | Balto-fínico                                     |
|  |                                                  |
|  | \| \| Pérmico \| \| \| \| \| \| Mari \| \| \| \| |
|  |                                                  |
|  | Pérmico                                          |
|  |                                                  |
|  | Mari                                             |
|  |                                                  |

|  | Pérmico |
|  |         |
|  | Mari    |
|  |         |

|  | Saami (lapónico) |
|  |                  |
|  | Mordvínico       |
|  |                  |

|  | Húngaro   |
|  |           |
|  | Obi-ugrio |
|  |           |

|  | Balto-fínico                                     |
|  |                                                  |
|  | \| \| Pérmico \| \| \| \| \| \| Mari \| \| \| \| |
|  |                                                  |
|  | Pérmico                                          |
|  |                                                  |
|  | Mari                                             |
|  |                                                  |

|  | Pérmico |
|  |         |
|  | Mari    |
|  |         |

|  | Saami (lapónico) |
|  |                  |
|  | Mordvínico       |
|  |                  |

|  | Balto-fínico                                     |
|  |                                                  |
|  | \| \| Pérmico \| \| \| \| \| \| Mari \| \| \| \| |
|  |                                                  |
|  | Pérmico                                          |
|  |                                                  |
|  | Mari                                             |
|  |                                                  |

|  | Pérmico |
|  |         |
|  | Mari    |
|  |         |

|  | Saami (lapónico) |
|  |                  |
|  | Mordvínico       |
|  |                  |

|  | Húngaro   |
|  |           |
|  | Obi-ugrio |
|  |           |

|  | Septentrional |
|  |               |
|  | Meridional    |
|  |               |

### Lenguas de la familia
La clasificación estándar más común, que adolece de las dificultades mencionadas anteriormente, divide la familia en dos grandes ramas: la fino-ugria y la samoyeda. Las subdivisiones internas adicionales serían las siguientes:
- Lenguas fino-ugrias
  - Lenguas fino-pérmicas
    - Lenguas pérmicas: komi, udmurto.
    - Lenguas fino-volgaicas
      - Lenguas fino-bálticas: finés, estonio, seto, võro, carelio, ingrio, livonio, vepsio, votio
      - Lenguas cheremís: mari.
      - Lenguas mordvinas: moksha, erzya.
      - Lenguas sami:

  - Lenguas ugrias
    - Lenguas obi-ugrias: Janty (Khanty), Mansi.
    - Idioma húngaro
- Lenguas samoyedas
  - Lenguas samoyedas septentrionales: nenezo.
  - Lenguas samoyedas meridionales: selkup.

### Relación con otras lenguas
Se han realizado muchos esfuerzos para relacionar las lenguas urálicas entre sí y con otras lenguas, generalmente pertenecientes a otro de los grandes grupos lingüísticos del planeta (ver #Parentesco con otras lenguas).

## Características comunes
Las características estructurales consideradas típicas de la familia incluyen:
- Desde el punto de vista morfológico son lenguas aglutinantes, aunque algunas lenguas, como el estonio, parecen más bien fusionantes.
- Fonológicamente varias de ellas poseen armonía vocálica.
- Carecen de género gramatical o clases nominales.
- Existencia de postposiciones, en lugar de preposiciones.
- Muchas usan una gran cantidad de casos gramaticales, (como el finés, estonio y húngaro)

### Fonología
El sistema fonológico del proto-urálico incluía una diferencia entre consonantes palatalizadas (palato-laminales) y apiclaes, como sucede todavía en muchas lenguas urálicas modernas. Además no parecía existir oposición de sonoridad o aspiración entre las oclusivas, por lo que originalmente solo habría habido una serie de oclusivas con solo diferencias del punto de articulación. El inventario consonántico reconstruido para el proto-urálico a partir de las correspondencias fonéticas regulares es el siguiente:
|                       | Labial | Dental | Palatal  | Post- alveolar | Velar            |
| --------------------- | ------ | ------ | -------- | -------------- | ---------------- |
| Oclusivas y Africadas | *p /p/ | *t /t/ | *ć /ʨ/   | *č /ʧ/         | *k /k/           |
| Nasales               | *m /m/ | *n /n/ | *ń /nʲ/  |                | *ŋ /ŋ/           |
| Sibilantes            |        | *s /s/ | *ś /ɕ/   | *š /ʃ/         |                  |
| Espirantes            |        | *δ /ð/ | *δ´ /ðʲ/ |                |                  |
| Laterales             |        | *l /l/ | *l´ /lʲ/ |                |                  |
| Vibrantes             |        | *r /ɾ/ |          |                |                  |
| Semiconsonantes       | *w /w/ |        | *j /j/   |                |                  |
| no-especif.           |        |        |          |                | *x /x, ɣ, ɡ, h/? |
Los fonemas entre paréntesis tienen una evidencia empírica más débil, y no son reconstruidas por todos los especialistas. Sammallahti (1988) señala que aunque hay ejemplos de *ć en pérmico y ugrio existen pocos congados satisfactorios, sugiriendo que existe algún tipo de alternancia entre *ć y *ś. La evidencia en favor de la sibilante postalveolar *š sin embargo es escasa pero probablemente concluyente, aunque en urálico oriental se habría confundido con el resultado de *s, siendo la oposición distintiva solo en fino-pérmico, aunque ciertos préstamos del proto-indoeuropeo se reflejan como una sibilante postalveolar (como *piši- o *peši- 'cocinar').
La naturaleza fonética del segmento simbolizado como *x es incierta y no puede especificarse con seguridad, aunque se considera que sería una consonante dorsal; [x], [ɣ], [ɡ] o [h]. Janhunen (1981) no se decanta por ninguno de esos alófonos, dejando abierta la posibilidad de que tengan una articulación vocálica incluso. Su comportamiento es reminiscente de las laringales indoeuropeas: este fonema es reconstruido en posición final donde parece provocar la aparición de cantidad vocálica, las evidencias más claras proceden de las lenguas balto-fínicas, y de las lenguas samoyedas donde dan lugar a la secuencias vocálcias como *åə.
También se reconstruido *x en posición media de palabra, y en esta posición da lugar en baltofínico a una vocal larga, pero en el resto de ramas tiene un reflejo claramente consonántico *k en sami, *j en mordvínico y *ɣ en ugrio. Si este fonema es una consonante probablemente deriva de la lenición de una *k pre-urálica, ya que solo aparece en palabras que acaban en vocal no abierta, mientras que *k es poco frecuente o inexistente en esas posiciones.

### Morfología
Aunque se dice frecuentemente que las lenguas urálicas tienen un sistema de flexión nominal desarrollado, lo cierto es que solo unas pocas lenguas distinguen más de cuatro casos. Entre estas lenguas está el finés, donde la reconstrucción interna ha mostrado que parte de su flexión es una innovación reciente formada por marcas de caso genuinas más antiguas fusionadas con postoposiciones. Aunque algunas reconstrucciones proponen hasta 8 casos morfológicos, a partir de formas que no se encuentran solo en algunas lenguas, parece que solo pueden reconstruirse con cierta seguridad un locativo (*-nA), un ablativo/separativo (*-tA) y un lativo (*-ŋ). Curiosamente algunas de estas formas parecen tener paralelos fuera de las lenguas urálicas, en concreto entre las lenguas yukaghir y algunas lenguas altaicas, por lo que dichas marcas podrían deberse a un fenómeno de sprachbund.
En cuanto a la morfología verbal, no se han podido reconstruir claramente las formas de tiempo, aspecto del protourálico, aunque se han propuesto algunas formas que aparecen en varias lenguas urálicas, sin que esté claro cuáles eran las formas originales. Igualmente se han reconstruido varias marcas de plural y dual.
Entre las formas de plural que parecen tener cierta distribución complementaria, en función de que existan o no posesivos, están las marcas *-t (sin posesivos), *-n, *-k e *-j/*-i. La marca -t es la forma no marcada de plural del nombre en la mayoría de las lenguas modernas (finés, khanty, mansi, samoyedo) y también aparece a veces en el verbo. La marca -n aparece en komi, udmurto y samoyedo, también en estonio junto con posesivos. Las otras dos marcas aparecen más restringidamente en varias lenguas, aunque en húngaro y en finés existen rastros abundantes de -i en casos oblicuos.

### Proto-urálico
El principal trabajo de reconstrucción del proto-urálico se debe a Janhunen (1981). A pesar del nombre proto-urálico, este trabajo se basó solo en algunas lenguas urálicas, en concreto Janhunen comparó sistemáticamente formas del proto-fino-pérmico y formas del proto-samoyedo. No se tuvieron en cuenta originalmente ni las lenguas ugrias, ya que no existía una reconstrucción disponible del proto-ugrio.
El trabajo más extenso de recopilación de reconstrucciones es el Uralisches Eymologisches Wörterbuch (1986, 1991), que tiene unos 475 términos y afijos reconstruidos. Sin embargo, dicho trabajo presenta numerosas dificultades porque muchas de las derivaciones etimológicas presentan irregularidades y se necesita más trabajo para llegar a una reconstrucción tan detallada como la del proto-indoeuropeo o dilucidar si la familia urálica es una unidad filogenética válida. En particular, diversos autores, entre los que se encuentran Tauli (1966), Suhonen (1999:248), Pusztay (1995, 1997) y A. Marcantonio (2002), han sugerido que algunas de las similitudes se explican mejor mediante sprachbund y amplios préstamos léxicos en época prehistórica y que debe ser revisado el modelo que presupone que las lenguas urálicas constituyen una familia genética bien establecida y no relacionada con ninguna otra lengua altaica.

### Comparación léxica
Los numerales en diferentes lenguas urálicas son:
| GLOSA | Fino-Ugrio          | Fino-Ugrio   | Fino-Ugrio     | Fino-Ugrio      | Fino-Ugrio  | Fino-Ugrio   | Fino-Ugrio        | PROTO- SAMOYEDO | PROTO- URÁLICO |
| GLOSA | PROTO- FINO-BÁLTICO | PROTO- LAPÓN | PROTO- PÉRMICO | PROTO- MORDVINO | PROTO- MARI | PROTO- UGRIO | PROTO- FINO-UGRIO | PROTO- SAMOYEDO | PROTO- URÁLICO |
| ----- | ------------------- | ------------ | -------------- | --------------- | ----------- | ------------ | ----------------- | --------------- | -------------- |
| '1'   | *yk-ci              | *(w)ɘkʰ-tə   | *ɵk-ti         | *vejk-          | *ik-tə      | *əgʲ-        | *wik-tɨ           | *ŋoːpʔ/ *uk-    | *ükte          |
| '2'   | *kak-ci             | *kuokʰ-tə    | *kɨk           | *kavto          | *kok-tə     | *ket-        | *käk-tɨ           | *sid-, *ketä    | *käktä         |
| '3'   | *kolme              | *kolˠm       | *kujim         | *kolma          | *kom-       | *qoːləm      | *kolme̮            | *nakur          | *kolme         |
| '4'   | *nʲeljä             | *nʲelje      | *nʲɨlʲ-        | *nʲilʲa         | *nɘl-       | *nʲel-       | *ńeljä            | *tättǝ          | *neljä         |
| '5'   | *viici              | *vɨtʰ-tə     | *vit-          | *vetʲæ          | *βiʦ-       | *wet         | *wit-tɨ           | *sǝmpǝlaŋkǝ     | *witte         |
| '6'   | *kuuci              | *kutʰ-tə     | *kwatʲ         | *koto           | *kud-       | *qot         | *kuðʲ-tɨ          | *mǝktut         | *kutte         |
| '7'   | *säićen             | *kieʧʲəm     | *sʲizʲɨm       | *sʲizʲem        | *ʃɘm-       | *sæːt        | *śäjćem           | *säjʔwǝ         | *śäjćem        |
| '8'   | *kah-(dekʃan)       | *kakʰ(-ʦɛ)   | *kɨk-jamɨs     | *kav-kso        | *kan-(dekʃ) | *nʲol-       |                   | 2x4             |                |
| '9'   | *yh-(dekʃan)        | *(w)ɘkʰ(-ʦɛ) | *ɵk-mɨs        | *vej-kse        | *(ɘn-dekʃ)  | 10-1         | 10-1              | *10-1           |                |
| '10'  | *kymmen             | *lɔːkʲe      | (*das)         | *kemenʲ         | *lu         | *low?        | *luke             | *wüt            | *luka          |
Los morfemas *dekʃ(an), *das (y también los segmentos -ʦɛ/-kse) se consideran préstamos del proto-indoeuropeo *deḱm 'diez', ya que la palabra proto-urálica para 'diez' tenía una forma diferente.
También puede consultarse la lista de Swadesh en proto-urálico basada en la Uralic Etymological Database (UED).

## Parentesco con otras lenguas
Las lenguas urálicas tienen rasgos comunes con las lenguas altaicas y ciertas concordancias léxicas. En los primeros años de estudio se llegó incluso a considerar que ambos grupos formaban parte de uno común, la familia uralo-altaica, tesis que con los años se fue abandonando. Hoy se acepta ampliamente que esas coincidencias son el resultado de convergencia por contacto lingüístico prolongado y no muestras de un parentesco real.
Se han postulado otros posibles parentescos más lejanos, entre los que se incluyen:
- La hipótesis urálico-yukaguir. Propuesta por Collinder (1940), sobre la base de sinarmonía vocálica compartida y otros rasgos tipológicos, y considerada fiable por Ruhlen (1987). Sin embargo, ignora el hecho de que el número de cognados entre las lenguas urálicas y las lenguas yukaghir es similar al que existe entre las lenguas urálicas y las lenguas altaicas.
- Hipótesis indo-urálica
- La hipótesis uralo-siberiana. En 1746, Marcus Wöldike afirmó que el idioma esquimal de Groenlandia se relaciona con el húngaro. En 1818, el filólogo Rasmus Rask clasificó al esquimal de Groenlandia en la familia "Escitbiana" y presentó correspondencias léxicas con varias lenguas uralo-altaicas, en especial con el finlandés. En 1959, Knut Bergsland publicó un artículo sobre "La hipótesis Eskimo-Urálica", presentando además similitudes gramaticales. En 1998, Michael Fortescue dio a conocer detallados argumentos para relacionar las lenguas esquimo-aleutianas, yucaguiras y urálicas en una familia uralo-siberiana.[12]
- La hipótesis nostrática y la euroasiática. Tanto la hipótesis nostrática propuesta inicialmente por Pedersen (1933), anticipada por Uhlenbeck al relacionar las lenguas uralicas con las indoeuropeas[13] y esquimales,[14] (1905, 1906, 1907 y 1933) y retomada por Illič-Svityč (1971-84), como la propuesta del euroasiático de Greenberg (2000) consideran que las lenguas urálicas junto con las lenguas altaicas, forman un grupo uralo-altaico dentro de una familia de lenguas más amplia que incluiría al indoeuropeo, el afroasiático, el yukaghir, el kartveliano, el eskimo-aleutiano, el dravídico, etc.
- La hipótesis uralo-dravídica. Esta propuesta se hizo hace mucho tiempo y ha recibido relativamente poca atención entre los lingüistas. Aunque desde la publicación de un diccionario de proto-dravídico por Burrow y Emmeneau (1961), Tyler (1968) compiló un corpus de 153 cognados entre las lenguas urálicas y dravídicas que incluyen tanto léxico común como algunos morfemas gramaticales. Similarmente Bouda encontró 137 cognados entre las lenguas urálicas y el dravídico, y 28 cognados que aparecen tanto en urálico, como en altaico y en dravídico.